# Nuevo Dolores
Nuevo Dolores är en ort i Mexiko.   Den ligger i kommunen Totolapa och delstaten Chiapas, i den sydöstra delen av landet, 800 km öster om huvudstaden Mexico City. Nuevo Dolores ligger 632 meter över havet och antalet invånare är 107.
Terrängen runt Nuevo Dolores är kuperad. Runt Nuevo Dolores är det ganska glesbefolkat, med 50 invånare per kvadratkilometer. Närmaste större samhälle är Acala, 17,1 km väster om Nuevo Dolores. Omgivningarna runt Nuevo Dolores är en mosaik av jordbruksmark och naturlig växtlighet.